# جنيفر لين جاكسون
جنيفر لين جاكسون (بالإنجليزية: Jennifer Lyn Jackson)‏ هي بلاي ميت وعارضة أمريكية، ولدت في 21 مارس 1969 في كليفلاند في الولايات المتحدة، وتوفيت في 22 يناير 2010 في أوهايو في الولايات المتحدة.

## وصلات خارجية
- جنيفر لين جاكسون على موقع IMDb (الإنجليزية)
- جنيفر لين جاكسون على موقع كينوبويسك (الروسية)